# Goddard (Mondkrater)
Goddard ist ein Einschlagkrater am äußersten östlichen Rand der Mondvorderseite, am nordöstlichen Rand des Mare Marginis, südwestlich des Kraters Al-Biruni.
| Buchstabe | Position           | Durchmesser | Link |
| --------- | ------------------ | ----------- | ---- |
| A         | 17,06° N, 89,66° O | 11 km       |      |
| B         | 16,11° N, 86,9° O  | 12 km       |      |
| C         | 16,79° N, 85,18° O | 48 km       |      |

Der Krater wurde 1964 von der IAU nach dem US-amerikanischen Raketenpionier Robert Goddard offiziell benannt.